# Teletip

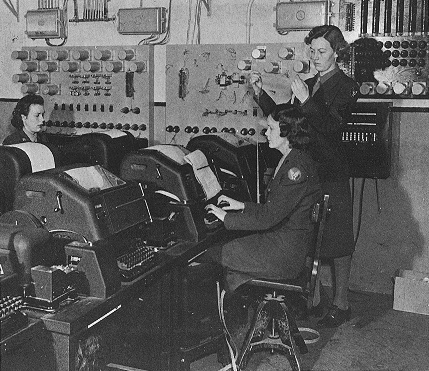
Teletips durant la Segona Guerra Mundial, a Anglaterra.

Un teletip, TTY (acrònim actual per la llengua anglesa) o tèlex és un dispositiu telegràfic de transmissió de dades, ja obsolet, utilitzat durant el segle xx per enviar i rebre missatges mecanografiats punt a punt a través d'un canal de comunicació simple, sovint un parell de cables de telègraf. TTY és el terme usat en les consoles d'escriptura per als terminals UNIX en honor de les màquines de teletip.
Les formes més modernes de l'equip es van fabricar amb components electrònics, utilitzant un monitor o pantalla en lloc d'una impressora. El sistema encara s'utilitza per a persones sordes o amb serioses discapacitats auditives, per tal de tipejar o posar per escrit comunicacions telefòniques.
El teletip va implicar una sèrie d'invencions tecnològiques desenvolupades, entre d'altres, per Royal Earl House, David E. Hughes, Emanuel Baldani, Charles Krum, Émile Baudot i Frederick G. Creed. Un dels predecessors del teletip va ser utilitzat en l'àmbit de la informació financera des de la dècada de 1870 com a forma d'imprimir text transmès per cable. Es feia servir una màquina d'escriure especialment dissenyada per a enviar informació de borsa per telègraf a les impressores.

## Operació del teletip

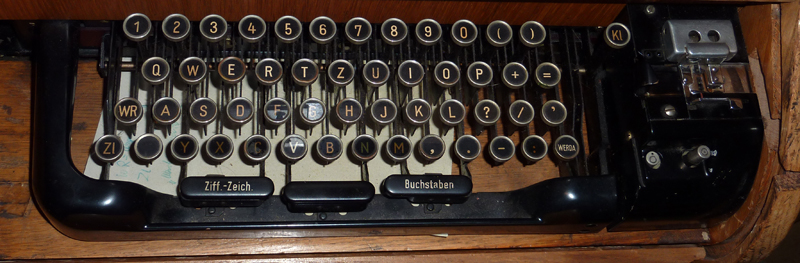
Detall del teclat d'un teletip.

La majoria dels teletips feien servir un codi de 5 bits, també conegut com a codi Baudot o «ITA2», que limitava el conjunt de caràcters possibles a 32. Calia emprar tecles especials per tipejar números i caràcters especials. Van existir versions especials amb codis de transmissió per aplicacions específiques, com ara els informes meteorològics. El codi Baudot utilitzava un sistema asíncron amb bit d'arrencada i parada, íntimament lligat al disseny electromecànic dels equips. Els primers models van utilitzar sistemes sincrònics, però resultava molt difícil sincronitzar les parts mecàniques. Hom va experimentar l'ús d'altres codis, per exemple el Fieldata i el Flexowriter, però cap d'ells es va popularitzar com el Baudot. Per als estàndards de qualitat moderns, la qualitat d'impressió era pobre.
Mark i space són termes que descriuen nivells lògics en un circuit de teletip. El mode nadiu de comunicació consistia en un simple circuit en sèrie de corrent continu que s'interromp de forma similar a com un disc o dial de telèfon interrompia el senyal telefònic. La condició «mark» es donava amb el circuit tancat, i la «space» amb el circuit obert. L'inici d'un caràcter s'indica per un «space». Els bits d'aturada són «mark». Quan s'interromp la línia, el cicle del teletip continua però no imprimeix, perquè rep únicament zeros, el caràcter ASCII (o Baudot) «NULL».
Els primers circuits de teletip van ser arrendats per algunes empreses argentines i van consistir en parells de coure dins de cables telegràfics ordinaris. Aquests circuits es connectaven en sèrie, però no permetien l'ús telefònic.
Els teletips es connectaven sovint a equips de perforació de cintes de paper, cosa que permetia, amb els lectors apropiats, de tornar a enviar missatges rebuts sobre altres circuits. Amb aquesta tecnologia es van desenvolupar complexes xarxes de comunicació militar i comercial, on els centres de missatges tenien llargues fileres d'equips connectats. Molts teletips permetien compondre missatges fora de línia, perforadores en el sistema de cintes per al seu posterior enviament, cosa que permetia la transmissió a una velocitat superior a la que podia escriure directament i de forma contínua un operador ...